# Palazzo Malabaila
(Serafino Grassi)
Il palazzo Malabaila o Malabayla, situato in via Mazzini ad Asti, rappresenta il più importante palazzo rinascimentale della città.

## La costruzione

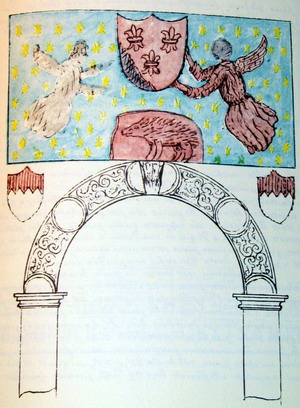
Ecco come doveva ancora apparire la facciata all'inizio del XIX secolo, da un disegno di S.G. Incisa.

Dai saggi di Renato Bordone e Giovanni Donato, confermati anche dalle ultime ricerche del Bera, il palazzo nacque su volere di Alessandro Malabaila, fervente sostenitore del governo orleanese, per poter dare una degna accoglienza al re Luigi XII di Francia che si accingeva a conquistare il Ducato di Milano. Il Palazzo, quindi, sarebbe servito al re come alloggio, mentre utilizzava Asti come base logistica per i suoi attacchi ai milanesi.
L'inizio dei lavori è fatto risalire al 1494, anno della prima venuta ad Asti dell'Orleans, che a quel tempo non era ancora re di Francia.
Il progetto del Malabaila è ambizioso ed imponente: acquistando ed accorpando stabili trecenteschi della vecchia contrada Malabaila, presso la chiesa di San Giuliano, costruì un palazzo concepito come Hospicium regii, che aveva camini decorati con l'arma del giglio di Francia e dei Malabaila, soffitti a cassettoni con le iniziali A di Alessandro e L sormontati da una corona. 
Sul portale principale capeggiò fino alla fine dell'Ottocento l'impresa di Luigi XII, il  porcospino.

## I soggiorni reali
La cronaca di Jean d'Auton ci dice che il primo soggiorno di Luigi XII avvenne nel 1502, qui il re ricevette la visita dei signori di Mantova, del Monferrato, dei duchi di Urbino e di Ferrara, oltre a diversi ambasciatori di Stati italiani.
Il secondo soggiorno avvenne nel 1507, a fare gli onori di casa era Gerolamo Malabaila, succeduto allo zio Alessandro, morto nel 1503. Venanzio Malfatto, nel suo libro Asti, antiche e nobili casate, sostiene che il palazzo ospitò anche Francesco I di Francia, di ritorno dalla battaglia di Marignano.

## Il declino del palazzo
Alla morte di Gerolamo, complicata anche da alcune disgrazie finanziarie dei Malabaila, subentrate in seguito al tracollo francese, anche il palazzo seguì una progressiva decadenza.
La famiglia mantenne la proprietà del palazzo, ma  molti arredi ed architetture vennero smantellate tra il  XVII  ed il XVIII secolo, fino alla destinazione di caserma nei primi decenni del  settecento. Nel 1783 il palazzo venne venduto  a Giacomo Valpreda, ricco possidente, che già un anno dopo iniziava la "ristrutturazione", provvedendo ad eliminare molti dei fregi architettonici dello stabile. Nel 1797, durante la Repubblica Astese, alcuni fregi, come l'imprese degli istrici o simboli della dignità patrizia, vennero abrasi.

## L'architettura

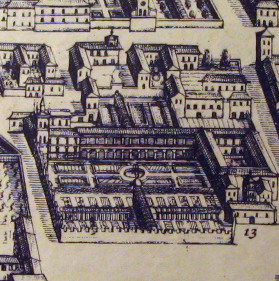
Il palazzo nel 1600, dal Theatrum Statuum Sabaudiae

Dell'enorme palazzo di Alessandro Malabaila, che occupava l'intero isolato tra le vie Mazzini, Isnardi, e corso Alfieri, oggi possiamo ammirarne solo l'impianto che si affaccia sulla via Mazzini.
Dalla rappresentazione del Theatrum Statuum Sabaudiae, si può intuire che oltre al palazzo di rappresentanza, ancora oggi presente, sul lato posteriore si sviluppava una lunga galleria a due piani con archi rinascimentali sostenuti da colonne in pietra . Al termine una torre coronata che ospitava le scale di servizio della galleria. Anteriormente  al loggiato si apriva  un  giardino
all'italiana e posteriormente edifici residenziali e di servizio.

## Il palazzo Malabaila oggi
G.Donato, afferma che la facciata è di chiara ispirazione 
bramantesca, cui fa contrasto il disegno dei finestroni crociati al secondo piano, sormontati da conchiglie  inscritte in un fastigio  goticheggiante, tipiche della moda francese del periodo.
Il portale d'ingresso, in arenaria è un unicum nel panorama del Rinascimento piemontese. Gli stipiti e le mensole sono finemente decorati, i primi a candelabro, le seconde con volute vegetali a basso rilievo. Sopra il portone, il grande stemma ora scomparso, ma rimasto nelle descrizioni dell'Incisa, del re di Francia sostenuto da due angeli e l'impresa del porcospino. Ai lati, ancora visibili, gli stemmi in pietra dei Malabaila

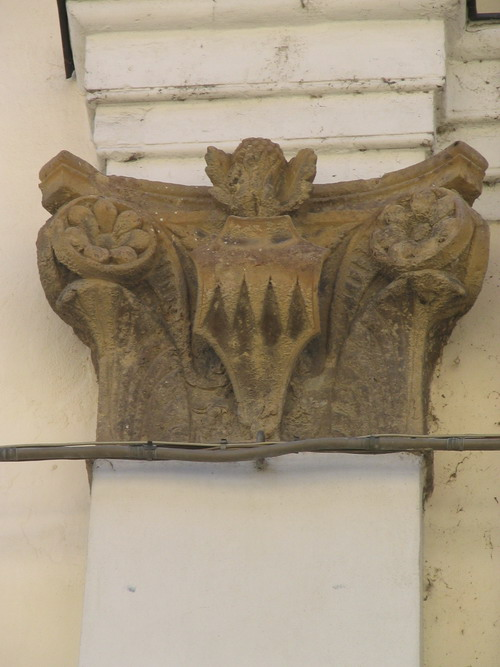
Capitello in arenaria con stemma
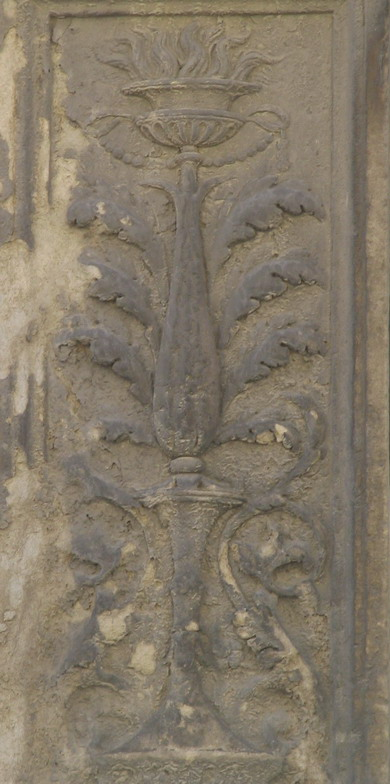
Cornice in arenaria con candelabri
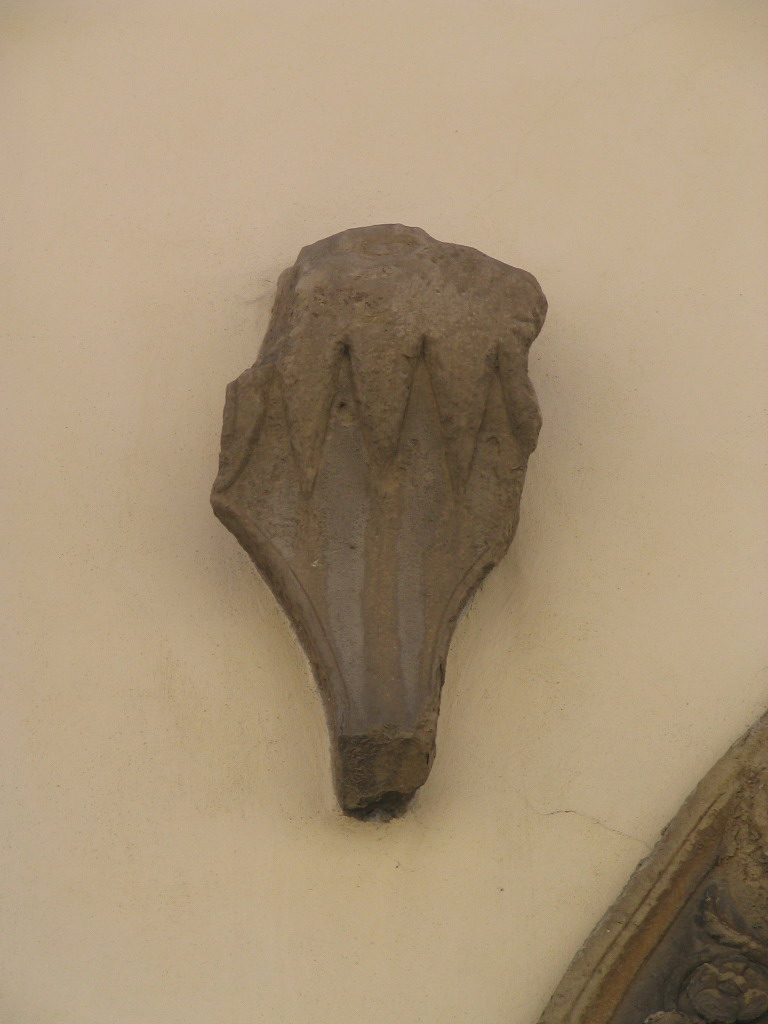
Stemma dei Malabaila